# Teatro Samuel J. Friedman
Samuel J. Friedman Theatre (ex-Biltmore Theater) é um teatro situado na Broadway, Manhattan, Nova Iorque, localizado no 261 W 47th Street. O teatro tem 650 lugares e é um dos menores da Broadway.
Ele foi inaugurado em 7 de dezembro de 1925 com a peça Easy Come Easy Go e durante os anos 30 foi usado como projeto para o Federal Theatre, em decorrência da política do New Deal do presidente Franklin Roosevelt, que substituiu a apresentação de entretenimento pela apresentação de material noticioso. A CBS o alugou para sediar estúdios de rádio e televisão entre 1952 e 1961. Em  1968, ele estreou o musical Hair, que ali ficaria por quatro anos.
Em 1987, um incêndio, depois descoberto como sendo criminoso, destruiu o interior do Biltmore. Após isso, o edifício permaneceu vazio por quatorze anos, sofrendo danos estruturais causados por vazamento de água e vandalismo. A propriedade do teatro mudou de mãos várias vezes entre 1987 e 2001, mas todos os planos propostos para seu uso futuro foram negados, já que sua designação como marco da cidade de Nova Iorque impedia sua utilização para qualquer outra atividade que não fosse a de um legítimo teatro da Broadway.
Em 2001, sua propriedade foi adquirida pelo Manhattan Theatre Club, uma companhia de teatro nova-iorquina, para sediar permanentemente suas produções. As seções originais sobreviventes do incêndio foram restauradas por um firma de arquitetura ao custo de US$35 milhões e as partes destruídas foram reconstruídas. O novo teatro Biltmore foi então reaberto em 2003 com 622 lugares, dois terços da lotação original, mas agora contando com modernas conveniências para o conforto do público, como elevadores e salas de encontro. Os detalhes arquitetônicos da antiga construção que o fizeram ser classificado como marco da cidade, como a boca de cena do palco, o domo, escadas e uma galeria no segundo andar abobadado, foram refeitas ou copiadas.
O teatro foi designado, em 27 de outubro de 2004, um edifício do Registro Nacional de Lugares Históricos. Em setembro de 2008, ele foi renomeado para Samuel J. Friedman Theatre, em homenagem a um publicitário da Broadway.